# Лееб, Том
Том Лееб (фр. Tom Leeb; род. 21 марта 1989, Париж, Франция) — французский актёр, комик и певец. Должен был представлять Францию на песенном конкурсе «Евровидение-2020».

## Жизнь и творчество
Том Лееб родился 21 марта 1989 года в семье юмориста Мишеля Лееба и журналистки Беатрис Малис. Он — самый младший в семье после Фанни (1986) и Эльзы (1988) .
В 2003 году Лееб вместе со своим отцом дебютировал на сцене парижского театра в спектакле «Миссис Даутфайр» (фр. Madame Doubtfire). В возрасте 18 лет он переехал в Нью-Йорк, где пять лет брал уроки театра, кино, песни и танца.
В 2013 году его утвердили на роль Тома в телесериале «Под солнцем Сен-Тропе» (фр. Sous le soleil de Saint-Tropez). В том же году состоялась премьера кинокомедии «Пустые обещания» (фр. Paroles), в которой сыграл Лееб.
Также в 2013 году он сформировал комедийный дуэт с актёром Кевином Леви, вместе они создали собственное шоу «Kevin & Tom». Параллельно с шоу они запустили трёхминутный скетч-сериал «Как?» (фр. Comment?) на YouTube-канале.
В марте 2018 года Лееб выпустил свой первый сингл «Are We Too Late». В сентябре 2019 года он выпустил дебютный альбом «Recollection», в который вошли 13 поп-фолк песен с рок-элементами собственного авторства.
14 января 2020 года стало известно, что Лееб будет представлять Францию на 65-м песенном конкурсе «Евровидение», который состоится в Роттердаме, Нидерланды. Финал конкурса состоится 16 мая, в котором он исполнит песню «The Best in Me».

## Фильмография

### Кино
| Год  | Русское название           | Оригинальное название                                    | Роль                    | Режиссёр                |
| ---- | -------------------------- | -------------------------------------------------------- | ----------------------- | ----------------------- |
| 2013 | Пустые обещания            | фр. Paroles                                              |                         | Вероник Мукре Руверолис |
| 2014 | Каникулы в Провансе        | фр. Avis de mistral                                      | Тьяго                   | Розелин Бош             |
| 2017 | Жених на двоих             | фр. Jour J                                               | Габриель                | Рэем Хериси             |
| 2017 | Овердрайв                  | англ. Overdrive                                          | Американский турист № 2 | Антонио Негрет          |
| 2017 | Мой цыплёнок               | фр. Mon poussin                                          | Ромен                   | Фредерик Форестье       |
| 2017 | Бабочка                    | англ. Papillon                                           | Адвокат Луи Дельго      | Михаэль Нед             |
| 2017 | Новые приключения Золушки  | фр. Les Nouvelles Aventures de Cendrillon                | Релу                    | Лионель Стекетее        |
| 2019 | Сирано. Успеть до премьеры | Сирано. Успеть до премьерыфр. Сирано. Успеть до премьеры | Лео Вольни              | Алексис Михалик         |
| 2020 | Это жизнь                  | фр. C'est la vie                                         | Жером                   | Жульен Рамбальди        |
| 2021 | Мажоры на мели             | Pourris Gâtés                                            | Juan Carlos             | Николя Кюш              |
| 2021 |                            | 8 rue de l ' Humanité                                    | Sam                     | Дани Бун                |
| 2021 |                            | Pierre & Jeanne (Pierre & Jean Мопассан, Ги де )         | Paul                    | Clémentine Célarié      |

### Телевидение
| год       | Русское название      | Оригинальное название                                               | роль        | Примечания                              |
| --------- | --------------------- | ------------------------------------------------------------------- | ----------- | --------------------------------------- |
| 2013−2014 | Под солнцем Сен-Тропе | fr:Sous le soleil de Saint-Tropezфр. Sous le soleil de Saint-Tropez | Том Дранкур |                                         |
| 2014      | Отдел исследований    | фр. Section de recherchesfr:Section de recherches (série télévisée) | Давид Бреан | 8 сезон, 9 серия «Cyrano»               |
| 2018      | Нина                  | фр. Ninafr:Nina (série télévisée, 2014)                             | Анто        | 4 сезон, 4 серия «D’abord ne pas nuire» |
| 2020      |                       | Infidèle                                                            | Gabriel     | Saison 2                                |
| 2021      |                       | Plan B                                                              | Manu        |                                         |
| 2021      |                       | Les Combattantes]                                                   |             |                                         |

## Дискография

### Студийные альбомы
| Название     | Детали                                                                                       |
| ------------ | -------------------------------------------------------------------------------------------- |
| Recollection | - Дата: 20 сентября 2019 - Распространение: Cristal Groupe, Roy Music - Форматы: CD, Digital |

### Мини-альбом
| Название | Детали                                                                                       |
| -------- | -------------------------------------------------------------------------------------------- |
| Tom Leeb | - Дата: 21 сентября 2018 - Распространение: Cristal Groupe, Roy Music - Форматы: CD, Digital |

### Синглы
| Название          | Год  | Альбом       |
| ----------------- | ---- | ------------ |
| «Are We Too Late» | 2018 | Tom Leeb     |
| «Go On»           | 2018 | Tom Leeb     |
| «Sun»             | 2019 | Recollection |
| «The Best in Me»  | 2020 |              |